# Джейн Ґренвілл
Джейн Клер Ґренвілл, OBE, FSA (англ. Jane Clare Grenwille; народилася 17 червня 1958) — британська археолог і вчена, що спеціалізується на археології середньовічних будівель. Її рання кар’єра полягала в польовій археології, спадщині та консервації будівель. У 1991 році вона почала викладати в Йоркському університеті археологію. З 2007 до 2015 року вона працювала проректором у справах студентів і заступником проректора з 2012 до 2015 року: у 2013 році вона виконувала обов’язки проректора.

## Молоді роки і освіта
Ґренвілл народилася 17 червня 1958 року в родині Генрі Вільяма Ґренвілла та Гелен Керолайн Ґренвілл (уроджена Вестмакотт). Її батько в дитинстві втік із нацистської Німеччини через Kindertransport. Вона вивчала археологію та антропологію в коледжі Гертон у Кембриджі, який закінчила зі ступенем бакалавра мистецтв (BA) у 1983 році; за традицією її ступінь бакалавра був підвищений до ступеня магістра мистецтв (MA Oxon). Отримавши ступінь бакалавра, вона розпочала здобуття ступеня доктора філософії (PhD) у Кембриджському університеті, але через рік залишила його. У 2005 році вона отримала ступінь доктора філософії в Йоркському університеті.

## Кар'єра
Як польовий археолог, Ґренвілл проводила розкопки у Великій Британії, Франції, Нідерландах, на Кіпрі, Криті, в Сирії та Лівії. З 1984 до 1987 року вона працювала на польових локаціях над переоцінюванням стану будівель, що входять до списку пам’яток Йоркшира та Гамберсайду. Далі, з 1987 до 1988 року, вона була дослідницею у дослідницькому проекті Chester Rows. З 1988 до 1991 року вона працювала фахівчинею з питань історичних будівель Ради Британської археології.
У 1991 році вона стала викладати археологію в Йоркському університеті. У 2000 році отримала звання старшого викладача. З 2001 до 2006 року вона очолювала кафедру археології. З 2007 до 2015 року вона працювала проректором у справах студентів і заступником проректора з 2012 до 2015 року: у 2013 році вона виконувала обов’язки проректора, головного наукового співробітника та виконавчого директора університету. У 2015 році вона залишила академічну пенсію та була призначена почесним науковим співробітником університету.
За межами наукового середовища вона обіймала низку відповідних посад. З 2001 до 2008 року вона була уповноваженою з питань англійської спадщини. З 2006 року вона була на раді York Civic Trust, а з 2008 до 2011—членом ради York Museums Trust. З 2013 до 2016 року вона була головою опікунчої ради Ради Британської археології. З 2016 року вона є членом Консультативного комітету щодо тканин Йоркського собору.

## Визнання
4 липня 2002 року Ґренвілл була обрана членом Товариства антикварів Лондона (FSA). У 2014 році на честь дня народження королеви вона отримала відзнаку офіцера Ордена Британської імперії (OBE) за заслуги у вищій освіті.

## Вибрані твори
- Grenville, Jane (1997). Medieval housing (англ.). London: Leicester University Press. ISBN 978-0718514785.
- Grenwille, Jane, ред. (1998). Managing the historic rural landscape (англ.). London: Routledge. ISBN 978-0415207904.